# Lapsus linguae
Lapsus linguae es una locución latina de uso actual, a veces adaptada como lapsus línguae, que significa «error lingüístico o tropiezo cometido al hablar».
Gramaticalmente está formada con el nominativo de lapsus, y el genitivo de linguae, -æ (lengua). El segundo elemento de la locución se pronuncia habitualmente «lingüe», como en latín vulgar, aunque también es válido pronunciarlo como «línguae», como en latín clásico.

## Características
Se producen como consecuencia de errores en la articulación, aunque también se ha sugerido que pueden ser determinados por errores del cerebro cuando trata de organizar los mensajes lingüísticos. En ningún caso estos errores se producen al azar, ya que nunca se genera una secuencia fonológica que sea inaceptable. Suelen ocasionarse por la confusión de una palabra con otra cuya pronunciación es similar. Los lapsus línguæ más comunes se dan al intercambiar la primera letra de una palabra por la de otra que viene a continuación (por ejemplo, najas cegras por cajas negras, o llévate la buchara a la coca, en lugar de llévate la cuchara a la boca). Otro tipo de lapsus línguæ también bastante común es aquel en el cual se cambia el orden de las palabras de una frase, perdiendo esta el sentido (por ejemplo, abre la llave con la puerta).
Los lapsus linguæ también son conocidos con el nombre de 'spoonerismos', en honor al pastor anglicano William A. Spooner de la Universidad de Oxford, que se hizo popular por cometer este tipo de errores con gran asiduidad. Son conocidos y recordados muchos de sus errores, ya que eran muy divertidos: llamó a un grupo de campesinos "noble tons of soil" (nobles montones de tierra) en lugar de " noble sons of toil" (nobles hijos del trabajo), o cuando describió a Dios como "a shoving leopard to his flock" (un leopardo que arrea a su rebaño) en vez de decir "a loving shepherd to his flock" (un amante pastor de su rebaño).

## Estudiosos

### Sigmund Freud
Para Freud, todos los lapsus linguæ son malas jugadas del inconsciente, coincidiendo con la definición de la ciencia mental: reacción del inconsciente ante la manifestación consciente. Esto es que el sujeto que comete el lapsus linguæ sufre un conflicto interno, ya que manifiesta algo de lo que no está seguro ni convencido.
De aquí se deduce que (presuntamente) no dice lo que siente, sino lo que estaba interesado en decir. La explicación que Freud da a esta situación es la del afloramiento de lo reprimido, que se produce como norma general a causa de momentos de estrés o angustia. Sin embargo, en muchas situaciones, lo reprimido no tiene por qué ser verdad, sino que puede ser mentira. En otros casos, es un deseo reprimido por el inconsciente debido a imperativos morales; pero si la represión es fuerte y continuada y en algún momento se relaja por fatiga, es aquí cuando se produce el lapsus línguæ.
El propio Freud, junto con Wundt, tomaron esta locución latina (lapsus linguæ) que significa “error o tropiezo involuntario e inconsciente al hablar” y la analizaron. De tal forma que, lapsus significa resbalón y se refiere a todo error o equivocación involuntaria de una persona, que junto con linguæ (lengua) dan sentido a la definición vulgar de “equivocación cometida por descuido a la hora de hablar”.

### Motley
Motley (1985) encontró que aquellos sujetos que están angustiados debido a algún tipo de presión (por ejemplo, por una amenaza —falsa— de descarga eléctrica) son más proclives a cometer este tipo de errores. Sin embargo, es presumible que bajo estas circunstancias también serían más proclives a cometer errores de todo tipo (motores, conceptuales, perceptivos…). Esto mismo sucede con los lapsus línguæ producidos como consecuencia de un contenido sexual; por ejemplo, en presencia de una persona del sexo opuesto que está vestida de manera provocativa decir bared shoulders (hombros desnudos) en lugar de shared boulders (rocas compartidas).
Pero hay que destacar que los experimentos de Motley no tienen todos los controles necesarios y sus resultados no confirman siquiera la versión desleída de la hipótesis de Freud, por la que al menos algunos lapsus deben imputarse al inconsciente. Además, tampoco confirma que el estrés deteriore todas nuestras facultades, y una gran cantidad de errores de habla son resultado de meras desviaciones más o menos azarosas de las conexiones neuronales y de las secuencias de activación normales.

## Tipos de lapsus linguæ
Según la doctora Anne Cutler, de la Universidad de Sussex, Inglaterra, los lapsus línguæ están ocasionados por un mecanismo mental que antecede a la producción y vocalización de las palabras.[cita requerida]
Basándose en esta teoría, ha hallado cinco tipos diferentes de lapsus línguæ:

### Lapsus de cambio
Es la permutación de letras, sílabas o palabras o su reemplazo por otras parecidas en su pronunciación, pero con un significado diferente. 
Ejemplo: cambiar casa por tasa.

### Lapsus de anticipación
Se dan cuando conmutamos el final por el principio en una frase. El autor de la frase suele darse cuenta del fallo nada más terminar de pronunciar la misma.
Ejemplo: en vez de decir Este libro es de Delibes, decimos Este Delibes es de libro. 

### Lapsus de repetición
Este tipo de lapsus se da cuando un vocablo ya pronunciado toma el lugar de otro de la cadena, suplantándolo y alterando el sentido de la frase.
Ejemplo:
- Por primera vez tenemos una vez.
- Acabo de acabar el deber.

### Lapsus de sustitución
Es un cambio involuntario del contexto.
La doctora Gutler los agrupa en dos subcategorías: 
Los ligados a la expresión proyectada
Ejemplos:
- La niña comió su bocadillo, por La niña perdió su bocadillo.
- Es un chico muy virtuoso, por Es un chico muy virtual.

Los que consisten en similitudes sonoras
Ejemplo: El niño se quitó el zapato, por El niño se quitó el aparato.

### Lapsus de mezcla
Se origina por fusión de dos (o a veces tres) palabras.
Ejemplo: decir Nos vemos mañaellunes en vez de decir Nos vemos mañana o Nos vemos el lunes.